# Yuuna
yuuna （ゆうな、1994年7月12日 - ）は、日本のモデル、元子役。エンジェルプロダクション所属。女優活動では外原 裕菜（そとはら ゆうな）名義で活動している。
妹のmiyu（外原未結）、shuri（外原朱梨）も同じ事務所に所属している。

## 人物
- 2006年に『めざましテレビ』の「こどもの日SP 将来なりたい職業」のインタビューを受け「パティシエ」と答えている（当時小学6年生）。

## 主な出演作

### 映画
- 『グシャノビンヅメ[1]』（インディーズ、2004年公開、監督・山口洋輝）